# بخش دوئه
بخش دوئه (به فرانسوی: Arrondissement de Douai) یک بخش در فرانسه است که در نر واقع شده‌است.